# Verena Volkhausen
Verena Volkhausen ist eine deutsche Journalistin. Von 2008 bis 2014 war sie Chefredakteurin der Zeitschrift Mädchen.

## Leben
Volkhausen studierte Germanistik und Medienwissenschaften.
Ihre journalistische Ausbildung absolvierte sie an der Burda Journalistenschule. Anschließend arbeitete sie bei Frauenzeitschriften und People-Magazinen, unter anderem als Ressortleiterin Aktuelles bei der Frauenzeitschrift Jolie.
Volkhausen war 32 Jahre alt, als sie zum 1. September 2008 zur  Chefredakteurin der Zeitschrift  Mädchen berufen wurde. In dieser Position folgte sie auf Anja Müller-Lochner. Während ihrer 2009 angekündigten Mutterschutzzeit wurde sie von Nike Vlachos vertreten.